# Logor Milišićeva ciglana
Logor Milišićeva ciglana je naziv jednog od četiri logora koji su radili na teritoriji Beograda u okupiranoj Srbiji tokom Drugog svetskog rata. U logoru je bilo smešteno nekoliko hiljada ljudi, najviše partizana iz Dalmacije i Bosne, a oko 500 njih je umrlo u logoru.

## Nastanak ciglane
Početkom dvadesetog veka je na Zvezdari u Beogradu bila razvijena ciglarska industrija jer su se na Zvezdari tada nalazile brojne ciglane koje su snabdevale Beograd i deo Srbije ciglama. Jedna od najpoznatijih je bila i Milišićeva ciglana koja se nalazila u blizini gradske bolnice i koja je duže od svih ostalih održala proces proizvodnje.